# Liu Yuxiang
Liu Yuxiang (en chino: 劉玉香; Hengyang, 11 de octubre de 1975) es una deportista china que compitió en judo.
Participó en dos Juegos Olímpicos de Verano en los años 2000 y 2004, obteniendo una medalla de bronce en la edición de Sídney 2000 en la categoría de –52 kg. Ganó una medalla en el Campeonato Mundial de Judo de 2001, y dos medallas en el Campeonato Asiático de Judo en los años 1999 y 2004.

## Palmarés internacional
| Juegos Olímpicos    | Juegos Olímpicos     | Juegos Olímpicos  | Juegos Olímpicos |
| Año                 | Lugar                | Medalla           | Categoría        |
| ------------------- | -------------------- | ----------------- | ---------------- |
| 2000                | Sídney (Australia)   | Medalla de bronce | –52 kg           |
| Campeonato Mundial  |                      |                   |                  |
| Año                 | Lugar                | Medalla           | Categoría        |
| 2001                | Múnich (Alemania)    | Medalla de bronce | –52 kg           |
| Campeonato Asiático |                      |                   |                  |
| Año                 | Lugar                | Medalla           | Categoría        |
| 1999                | Wenzhou (China)      | Medalla de plata  | –52 kg           |
| 2004                | Almatý ( Kazajistán) | Medalla de oro    | –57 kg           |